# Bulbophyllum vanum
Espèce
Bulbophyllum vanum J.J.Verm. est une espèce d'herbes épiphytes de la famille des orchidées et du genre Bulbophyllum.

## Distribution
Relativement rare, elle est présente au Cameroun dans la Région du Sud-Ouest (Nguti), en Guinée équatoriale (Région continentale) et au Gabon.